# Bronius Kutavičius
Bronius Vaidutis Kutavičius (ur. 13 września 1932 w Molainiai, okręg poniewieski, zm. 29 września 2021 w Wilnie) – litewski kompozytor.

## Życiorys
W latach 1959−1964 uczeń Antanasa Račiūnasa w konserwatorium w Wilnie. Po ukończeniu studiów podjął pracę pedagogiczną na tej uczelni, od 1994 jako profesor muzyki. Od 1975 wykładał także w wileńskiej Szkole Sztuki im. M.K. Čiurlionisa. W 1987 otrzymał Nagrodę Państwową Litewskiej SRR.
Odznaczony Orderem Wielkiego Księcia Giedymina IV Klasy (1999), Krzyżem Wielkim Orderu „Za Zasługi dla Litwy” (2003) oraz Krzyżem Oficerskim Orderu Zasługi Rzeczypospolitej Polskiej (1999).

## Twórczość
Studiował nowoczesne zachodnie techniki kompozytorskie: muzykę serialną, operacje losowe, eksperymenty barwowe i koncepcję dźwięku przestrzennego. Równolegle badał metodami etnologicznymi i archeologicznymi folklor litewski, zwłaszcza pieśni, tańce i obrzędy bałtyjskich Jaćwingów. Ludową muzykę łączył z nowymi technikami muzycznymi, m.in. wykorzystując nagrania z taśmy. Z tradycyjnej muzyki litewskiej zapożyczył śpiew oparty na intonacjach i skalach ludowych oraz tradycyjne instrumentarium. Posługiwał się techniką serialną, aleatoryczną oraz kolażem muzycznym.

## Ważniejsze kompozycje
(na podstawie materiałów źródłowych)

### Utwory orkiestrowe
- Sinfonietta (1964)
- Divertimento na fortepian i orkiestrę kameralną (1965)
- I Symfonia na chór mieszany i orkiestrę do tekstu z Kroniki Bychowca i Ars et praxis musica Sigismundusa Lauxmina (1972)
- Dzūkiškos variacijos na orkiestrę kameralną i taśmę (1974)
- Dainos sparnais na orkiestrę smyczkową (1986)
- Šiaures vartai na orkiestrę smyczkową i perkusję (1991)
- Pietų vartai na małą orkiestrę (1994)

### Utwory kameralne
- Praeities lakrodžiai I na kwartet smyczkowy i gitarę (1974)
- Praeities lakrodžiai II na 13 instrumentów (1988)
- Rytų vartai na 3 flety proste, skrzypce, altówkę, gitarę i 2 fortepiany (1992)
- Poemat na wiolonczelę, fortepian i kwintet dęty (1967)
- Preludium i fughetta na 4 skrzypiec (1966)
- 2 kwartety smyczkowe (I 1971, II „Anno cum tettigonia” 1980)
- Prutena − užpustytas kaimas na skrzypce, organy i dzwony (1977)
- Disputas su nepažįstamuoju na 2 fortepiany i taśmę (1982)
- Gervių šiokai na klarnet i 2 fortepiany (1989)
- Sonata skrzypcowa (1962)
- Sonata altówkowa (1968)
- Collage na 2 fortepiany (1970)

### Utwory na wiolonczelę i fortepian
- Inversine poema (1978)
- Perpetuum mobile (1979)
- Rhythmus−Arhythmus (1993)

### Utwory fortepianowe
- Trys metamorfozės (1966)
- Sonata fortepianowa (1976)
- Ad patres na organy na 4 ręce (1983)

### Utwory chóralne
- Keturios Nidos miniatiuros na chór mieszany, słowa Robiert Rożdiestwienski (1966)
- Kaimo kapinaitės na chór mieszany, słowa Sigitas Geda (1968)
- Sveikinu žemę na chór mieszany, słowa Vincas Mykolaitis-Putinas (1987)
- Jūrų eglelė na chór żeński, słowa Sigitas Geda (1974)
- Eos na chór żeński, słowa Leonardas Gutauskas (1980)
- Miško varlytė na chór żeński, słowa Vytautas Bložė (1984)

### Utwory na głos i instrument
- cykl Avinuko pėdos na głos wysoki i fortepian, słowa Onė Baliukonytė, Vytautas Rudokas(inne języki), Sigitas Geda (1968)
- cykl Ant kranto na sopran i 4 altówki, słowa Jonas Mekas (1972)
- kantata Du paukščiai girių ūksmėj na sopran, obój, fortepian preparowany i taśmę, słowa Rabindranath Tagore (1978)
- Reminiscencijos na baryton, skrzypce, organy i klawesyn, słowa Maironis i Sigitas Geda (1981)
- Die stille Stadt na sopran i fortepian, słowa Richard Dehmel (1987)
- Megiškas sanskrito ratas na 10−12 muzyków śpiewających i grających na instrumentach ludowych, słowa Sigitas Geda (1990)
- 3 sonety A. Mickiewicza na sopran i zespół smyczkowy, słowa Adam Mickiewicz (1992)
- Sigute, vargo mergelė, aš tavo brolis na sopran z towarzyszeniem tenora, saksofon, gitarę, perkusję i 2 fortepiany (1993)

### Oratoria
- Penteistinė pagonių apeigos na sopran, chór, organy, 4 rogi i taśmę, słowa Sigitas Geda (1978)
- Iš jotvingių akmens na zespół wokalny i litewskie instrumenty ludowe do słów ludowych (1983)
- Pasaulio medis na chór mieszany, organy, instrumenty dęte, instrumenty klawiszowe, perkusję i litewskie instrumenty ludowe, słowa ludowe i Sigitas Geda (1986)
- Saulėlydžio vartai na chór, organy i małą orkiestrę (1995)

### Utwory sceniczne
- Mažasis spektaklis na 2 aktorów, 2 skrzypiec i 2 fortepiany, słowa Sigitas Geda (1975)
- dziecięca opera-balet Kaulo senis ant geležinio kalno, libretto Sigitas Geda (1976)
- opera-poemat Strazdas − žalias paukštis na sopran, bas, organy i taśmę, libretto Sigitas Geda (1979)